# 水辛
水辛（みずから、みづから）は、日本の伝統的な菓子の一種。昆布に山椒を用いて製したもので、見た目や名称の由来、文献上の記録が限られていることから、その実態には不明な点が多い。

## 名称の由来
「水辛」という名称は、昆布で作ったものに山椒を入れて製したことに由来する。すなわち「不見辛」（みずから）と書いて「思いのほか辛い」という意味とされる。
表記には「水から」「みづから」などの揺れがあり、1678年刊の医書『食用簡便』には「水辛」との記載が見られる。

## 製法
『御前菓子秘伝抄』（1718年) に作り方が記されており、これ以外に製法を伝える文献は確認されていない。
そこには以下のように記されている。
「昆布を水に浸し、三時半（現在の約7時間）ほどの間を置き、小さく四角に切り、朝倉山椒を包み、昆布を細く切り、それにて結び、その後日乾かし候えば白く見事に成り申し候」
ここで用いられる山椒は実か葉か定かでなく、食べる際には昆布のみを口にしたと推測されている。また適度な塩味がつけられていた可能性もある。
「白く見事に成る」との記述は、昆布を天日干しした際に旨味成分であるマンニトールが毛細管現象によって表面に析出し、白色の結晶として現れる現象を指すと考えられている。

## 起源
起源をさかのぼると、『山科家礼記』に「みつかう」と思われる記述が見られる。延徳3年（1491年)12月20日の「みつかう一つつみれ」、翌明応元年（1492年)12月25日の「みつかう一裹」である。
ただし、これらの「みつかう」は「みつから」の誤記・誤読である可能性が指摘されている。